# Stanley-Cup-Playoffs 2024
Die Playoffs um den Stanley Cup des Jahres 2024 begannen am 20. April und endeten am 24. Juni 2024 mit dem 4:3-Sieg der Florida Panthers über die Edmonton Oilers. Die Panthers gewannen damit den ersten Stanley Cup bei der dritten Finalteilnahme ihrer Franchise-Geschichte. Die Oilers glichen im Finale einen 0:3-Rückstand zum zwischenzeitlichen 3:3 aus, was in der Playoff-Historie erst zum dritten Mal in einem Endspiel geschah, zuletzt 1945. Zudem stellten sie mit Connor McDavid den mit der Conn Smythe Trophy ausgezeichneten wertvollsten Spieler, die somit erst zum sechsten Mal an einen Akteur des im Finale unterlegenen Teams verliehen wurde. Er führte mit 42 Punkten die Scorerliste dieser post-season an, dem höchsten Wert seit 1991. Ferner übertraf McDavid mit 34 Torvorlagen den bisher von Wayne Gretzky (31) gehaltenen NHL-Rekord in dieser Kategorie.

## Modus
Nachdem sich aus jeder Division die drei punktbesten Teams sowie die zwei Wildcard-Teams der jeweiligen Conference qualifiziert haben, starteten die im K.-o.-System ausgetragenen Playoffs. Die Divisionssieger trafen dabei in der ersten Runde auf die Wildcard-Teams der jeweiligen Conference, wobei der Divisionssieger mit den meisten Punkten auf das schlechtere der beiden Wildcard-Teams traf. Die übrigen Paarungen des Conference-Viertelfinals wurden divisionsintern unter den zweit- und drittplatzierten Teams ausgetragen.
Jede Conference spielte in der Folge im Conference-Viertelfinale, Conference-Halbfinale und im Conference-Finale ihren Sieger aus, der dann im Finale um den Stanley Cup antrat. Alle Serien jeder Runde wurden im Best-of-Seven-Modus ausgespielt, das heißt, dass ein Team vier Siege zum Erreichen der nächsten Runde benötigte. Das höher gesetzte Team hatte dabei in den ersten beiden Spiele Heimrecht, die nächsten beiden das gegnerische Team. Sollte bis dahin kein Sieger aus der Runde hervorgegangen sein, wechselte das Heimrecht von Spiel zu Spiel. So hatte die höher gesetzte Mannschaft in den Spielen 1, 2, 5 und 7, also vier der maximal sieben Spiele, einen Heimvorteil. Der Sieger der Eastern Conference wurde mit der Prince of Wales Trophy ausgezeichnet und der Sieger der Western Conference erhielt die Clarence S. Campbell Bowl.
Bei Spielen, die nach der regulären Spielzeit von 60 Minuten unentschieden blieben, folgte die Overtime, die im Gegensatz zur regulären Saison mit fünf Feldspielern gespielt wurde. Zudem endete sie durch das erste Tor (Sudden Death) und nicht, wie in der regulären Saison üblich, mit einem Shootout.

## Qualifizierte Teams
| Eastern Conference | Western Conference |
| --- | --- |
| Atlantic Division - A1: Florida Panthers - A2: Boston Bruins - A3: Toronto Maple Leafs Metropolitan Division - M1: New York Rangers - M2: Carolina Hurricanes - M3: New York Islanders Wild Cards - EWC1: Tampa Bay Lightning - EWC2: Washington Capitals | Central Division - C1: Dallas Stars - C2: Winnipeg Jets - C3: Colorado Avalanche Pacific Division - P1: Vancouver Canucks - P2: Edmonton Oilers - P3: Los Angeles Kings Wild Cards - WWC1: Nashville Predators - WWC2: Vegas Golden Knights |

## Playoff-Baum
|  | Conference-Viertelfinale | Conference-Viertelfinale | Conference-Viertelfinale |    |                     | Conference-Halbfinale | Conference-Halbfinale | Conference-Halbfinale |  |  | Conference-Finale | Conference-Finale | Conference-Finale |  |  | Stanley-Cup-Finale | Stanley-Cup-Finale | Stanley-Cup-Finale |
|  |                          |                          |                          |    |                     |                       |                       |                       |  |  |                   |                   |                   |  |  |                    |                    |                    |
|  | A1                       | Florida Panthers         | 4                        |    |                     |                       |                       |                       |  |  |                   |                   |                   |  |  |                    |                    |                    |
|  | EWC1                     | Tampa Bay Lightning      | 1                        |    |                     |                       |                       |                       |  |  |                   |                   |                   |  |  |                    |                    |                    |
|  | EWC1                     | Tampa Bay Lightning      | 1                        | A1 | Florida Panthers    | 4                     |                       |                       |  |  |                   |                   |                   |  |  |                    |                    |                    |
|  |                          |                          |                          | A1 | Florida Panthers    | 4                     | Eastern Conference    |                       |  |  |                   |                   |                   |  |  |                    |                    |                    |
|  |                          | A2                       | Boston Bruins            | 2  |                     |                       |                       |                       |  |  |                   |                   |                   |  |  |                    |                    |                    |
|  | A2                       | A2                       | Boston Bruins            | 2  | Boston Bruins       | 4                     |                       |                       |  |  |                   |                   |                   |  |  |                    |                    |                    |
|  | A2                       |                          |                          |    | Boston Bruins       | 4                     |                       |                       |  |  |                   |                   |                   |  |  |                    |                    |                    |
|  | A3                       | Toronto Maple Leafs      | 3                        |    |                     |                       |                       |                       |  |  |                   |                   |                   |  |  |                    |                    |                    |
|  | A3                       | Toronto Maple Leafs      | 3                        | A1 | Florida Panthers    | 4                     |                       |                       |  |  |                   |                   |                   |  |  |                    |                    |                    |
|  |                          |                          |                          |    |                     |                       |                       |                       |  |  |                   |                   |                   |  |  |                    |                    |                    |
|  |                          | M1                       | New York Rangers         | 2  |                     |                       |                       |                       |  |  |                   |                   |                   |  |  |                    |                    |                    |
|  | M1                       | M1                       | New York Rangers         | 2  | New York Rangers    | 4                     |                       |                       |  |  |                   |                   |                   |  |  |                    |                    |                    |
|  | M1                       |                          |                          |    | New York Rangers    | 4                     |                       |                       |  |  |                   |                   |                   |  |  |                    |                    |                    |
|  | EWC2                     | Washington Capitals      | 0                        |    |                     |                       |                       |                       |  |  |                   |                   |                   |  |  |                    |                    |                    |
|  | EWC2                     | Washington Capitals      | 0                        | M1 | New York Rangers    | 4                     |                       |                       |  |  |                   |                   |                   |  |  |                    |                    |                    |
|  |                          |                          |                          | M1 | New York Rangers    | 4                     |                       |                       |  |  |                   |                   |                   |  |  |                    |                    |                    |
|  |                          | M2                       | Carolina Hurricanes      | 2  |                     |                       |                       |                       |  |  |                   |                   |                   |  |  |                    |                    |                    |
|  | M2                       | M2                       | Carolina Hurricanes      | 2  | Carolina Hurricanes | 4                     |                       |                       |  |  |                   |                   |                   |  |  |                    |                    |                    |
|  | M2                       |                          |                          |    | Carolina Hurricanes | 4                     |                       |                       |  |  |                   |                   |                   |  |  |                    |                    |                    |
|  | M3                       | New York Islanders       | 1                        |    |                     |                       |                       |                       |  |  |                   |                   |                   |  |  |                    |                    |                    |
|  | M3                       | New York Islanders       | 1                        | A1 | Florida Panthers    | 4                     |                       |                       |  |  |                   |                   |                   |  |  |                    |                    |                    |
|  |                          |                          |                          |    |                     |                       |                       |                       |  |  |                   |                   |                   |  |  |                    |                    |                    |
|  |                          | P2                       | Edmonton Oilers          | 3  |                     |                       |                       |                       |  |  |                   |                   |                   |  |  |                    |                    |                    |
|  | C1                       | P2                       | Edmonton Oilers          | 3  | Dallas Stars        | 4                     |                       |                       |  |  |                   |                   |                   |  |  |                    |                    |                    |
|  | C1                       |                          |                          |    | Dallas Stars        | 4                     |                       |                       |  |  |                   |                   |                   |  |  |                    |                    |                    |
|  | WWC2                     | Vegas Golden Knights     | 3                        |    |                     |                       |                       |                       |  |  |                   |                   |                   |  |  |                    |                    |                    |
|  | WWC2                     | Vegas Golden Knights     | 3                        | C1 | Dallas Stars        | 4                     |                       |                       |  |  |                   |                   |                   |  |  |                    |                    |                    |
|  |                          |                          |                          | C1 | Dallas Stars        | 4                     |                       |                       |  |  |                   |                   |                   |  |  |                    |                    |                    |
|  |                          | C3                       | Colorado Avalanche       | 2  |                     |                       |                       |                       |  |  |                   |                   |                   |  |  |                    |                    |                    |
|  | C2                       | C3                       | Colorado Avalanche       | 2  | Winnipeg Jets       | 1                     |                       |                       |  |  |                   |                   |                   |  |  |                    |                    |                    |
|  | C2                       |                          |                          |    | Winnipeg Jets       | 1                     |                       |                       |  |  |                   |                   |                   |  |  |                    |                    |                    |
|  | C3                       | Colorado Avalanche       | 4                        |    |                     |                       |                       |                       |  |  |                   |                   |                   |  |  |                    |                    |                    |
|  | C3                       | Colorado Avalanche       | 4                        | C1 | Dallas Stars        | 2                     |                       |                       |  |  |                   |                   |                   |  |  |                    |                    |                    |
|  |                          |                          |                          |    |                     |                       |                       |                       |  |  |                   |                   |                   |  |  |                    |                    |                    |
|  |                          | P2                       | Edmonton Oilers          | 4  |                     |                       |                       |                       |  |  |                   |                   |                   |  |  |                    |                    |                    |
|  | P1                       | P2                       | Edmonton Oilers          | 4  | Vancouver Canucks   | 4                     |                       |                       |  |  |                   |                   |                   |  |  |                    |                    |                    |
|  | P1                       |                          |                          |    | Vancouver Canucks   | 4                     |                       |                       |  |  |                   |                   |                   |  |  |                    |                    |                    |
|  | WWC1                     | Nashville Predators      | 2                        |    |                     |                       |                       |                       |  |  |                   |                   |                   |  |  |                    |                    |                    |
|  | WWC1                     | Nashville Predators      | 2                        | P1 | Vancouver Canucks   | 3                     |                       |                       |  |  |                   |                   |                   |  |  |                    |                    |                    |
|  |                          |                          |                          | P1 | Vancouver Canucks   | 3                     | Western Conference    |                       |  |  |                   |                   |                   |  |  |                    |                    |                    |
|  |                          | P2                       | Edmonton Oilers          | 4  |                     |                       |                       |                       |  |  |                   |                   |                   |  |  |                    |                    |                    |
|  | P2                       | P2                       | Edmonton Oilers          | 4  | Edmonton Oilers     | 4                     |                       |                       |  |  |                   |                   |                   |  |  |                    |                    |                    |
|  | P2                       |                          |                          |    | Edmonton Oilers     | 4                     |                       |                       |  |  |                   |                   |                   |  |  |                    |                    |                    |
|  | P3                       | Los Angeles Kings        | 1                        |    |                     |                       |                       |                       |  |  |                   |                   |                   |  |  |                    |                    |                    |

## Conference-Viertelfinale

### Eastern Conference

#### (A1) Florida Panthers – (EWC1) Tampa Bay Lightning
Im Duell der Lokalrivalen aus Florida setzten sich die Florida Panthers klar mit 4:1 gegen die Tampa Bay Lightning durch. Dies markierte das dritte Aufeinandertreffen beider Teams in den Playoffs, wobei diese allesamt in den letzten vier Jahren lagen. Auf Seiten der Panthers überzeugten dabei vor allem Carter Verhaeghe und Matthew Tkachuk mit jeweils neun Scorerpunkten, während Victor Hedman und Nikita Kutscherow für Tampa auf jeweils sieben Punkte kamen. Im Duell der russischen Torhüter begegneten sich Sergei Bobrowski (89,6 %) und Andrei Wassilewski (89,7 %) in puncto Fangquote auf Augenhöhe.
| 21. April 2024 12:30 Uhr (Ortszeit) | Florida Panthers Sam Reinhart (6:17) Carter Verhaeghe (40:58) Matthew Tkachuk (57:55) | 3:2 (1:1, 0:0, 2:1) Spielbericht Stand: 1:0 | Tampa Bay Lightning Brandon Hagel (16:04) Steven Stamkos (59:50) | Amerant Bank Arena, Sunrise, Florida Zuschauer: 19.356 |

| 23. April 2024 19:30 Uhr | Florida Panthers Sam Bennett (6:16) Wladimir Tarassenko (15:12) Carter Verhaeghe (62:59) | 3:2 n. V. (2:0, 0:2, 0:0, 1:0) Spielbericht Stand: 2:0 | Tampa Bay Lightning Brayden Point (20:48) Steven Stamkos (25:46) | Amerant Bank Arena, Sunrise, Florida Zuschauer: 19.484 |

| 25. April 2024 19:00 Uhr | Tampa Bay Lightning Steven Stamkos (20:44) Tyler Motte (22:56) Nick Paul (54:50) | 3:5 (0:1, 2:2, 1:2) Spielbericht Stand: 0:3 | Florida Panthers Matthew Tkachuk (10:39) Sam Reinhart (29:58) Brandon Montour (36:30) Steven Lorentz (49:41) Matthew Tkachuk (59:28) | Amalie Arena, Tampa, Florida Zuschauer: 19.092 |

| 27. April 2024 17:00 Uhr | Tampa Bay Lightning Steven Stamkos (8:54) Brandon Hagel (12:09) Brayden Point (15:07) Brandon Hagel (29:30) Steven Stamkos (49:34) Nick Paul (56:22) | 6:3 (3:0, 1:3, 2:0) Spielbericht Stand: 1:3 | Florida Panthers Carter Verhaeghe (24:17) Sam Reinhart (31:10) Oliver Ekman Larsson (34:33) | Amalie Arena, Tampa, Florida Zuschauer: 19.092 |

| 29. April 2024 19:00 Uhr | Florida Panthers Carter Verhaeghe (20:45) Aleksander Barkov (32:38) Aleksander Barkov (51:06) Evan Rodrigues (54:16) Carter Verhaeghe (56:03) Niko Mikkola (58:50) | 6:1 (0:0, 2:1, 4:0) Spielbericht Stand: 4:1 | Tampa Bay Lightning Victor Hedman (33:37) | Amerant Bank Arena, Sunrise, Florida Zuschauer: 19.750 |

#### (A2) Boston Bruins – (A3) Toronto Maple Leafs
Die Boston Bruins gewannen in der ersten Runde mit 4:3 gegen die Toronto Maple Leafs, wobei sich die Teams in den Playoffs zuletzt 2019 gegenüberstanden und dies im Ergebnis den gleichen Ausgang nahm. Aus Sicht der Maple Leafs entwickelten sich die Bruins dabei zum Angstgegner, so markierte dies die siebte Playoff-Niederlage gegen Boston in Folge. Zudem verloren die Maple Leafs zum sechsten Mal in Folge ein entscheidendes siebtes Spiel einer Serie, was wenig später zur Entlassung von Sheldon Keefe führte. In der Serie selbst verzeichnete kein Spieler Torontos mehr als vier Scorerpunkte, während auf Seiten der Bruins vor allem Brad Marchand mit acht Punkten überzeugte. Die Leafs mussten dabei allerdings verletzungsbedingt in zwei Spielen ohne Auston Matthews sowie in drei Spielen ohne William Nylander auskommen. Im Tor verletzte sich zudem Joseph Woll, mit dem Toronto die Spiele 5 und 6 gewann, während Ilja Samsonow mit 89,6 % gehaltener Schüsse hinter den herausragenden Leistungen von Jeremy Swayman (95,0 % Fangquote) auf Seiten der Bruins verblieb.
| 20. April 2024 20:00 Uhr (Ortszeit) | Boston Bruins John Beecher (2:26) Brandon Carlo (25:47) Jake DeBrusk (35:02) Jake DeBrusk (37:34) Trent Frederic (57:52) | 5:1 (1:0, 3:0, 1:1) Spielbericht Stand: 1:0 | Toronto Maple Leafs David Kämpf (41:39) | TD Garden, Boston, Massachusetts Zuschauer: 17.850 |

| 22. April 2024 19:00 Uhr | Boston Bruins Morgan Geekie (10:18) David Pastrňák (19:52) | 2:3 (2:1, 0:1, 0:1) Spielbericht Stand: 1:1 | Toronto Maple Leafs Max Domi (10:32) John Tavares (38:26) Auston Matthews (52:06) | TD Garden, Boston, Massachusetts Zuschauer: 17.850 |

| 24. April 2024 19:00 Uhr | Toronto Maple Leafs Matthew Knies (33:10) Tyler Bertuzzi (51:25) | 2:4 (0:0, 1:1, 1:3) Spielbericht Stand: 1:2 | Boston Bruins Trent Frederic (37:37) Jake DeBrusk (41:07) Brad Marchand (51:53) Brad Marchand (59:24) | Scotiabank Arena, Toronto, Ontario Zuschauer: 19.423 |

| 27. April 2024 20:00 Uhr | Toronto Maple Leafs Mitchell Marner (45:43) | 1:3 (0:1, 0:2, 1:0) Spielbericht Stand: 1:3 | Boston Bruins James van Riemsdyk (15:09) Brad Marchand (28:20) David Pastrňák (39:18) | Scotiabank Arena, Toronto, Ontario Zuschauer: 19.256 |

| 30. April 2024 19:00 Uhr | Boston Bruins Trent Frederic (13:54) | 1:2 n. V. (1:1, 0:0, 0:0, 0:1) Spielbericht Stand: 3:2 | Toronto Maple Leafs Jake McCabe (5:33) Matthew Knies (62:26) | TD Garden, Boston, Massachusetts Zuschauer: 17.850 |

| 2. Mai 2024 20:00 Uhr | Toronto Maple Leafs William Nylander (39:05) William Nylander (57:47) | 2:1 (0:0, 1:0, 1:1) Spielbericht Stand: 3:3 | Boston Bruins Morgan Geekie (59:59) | Scotiabank Arena, Toronto, Ontario Zuschauer: 19.471 |

| 4. Mai 2024 20:00 Uhr | Boston Bruins Hampus Lindholm (50:22) David Pastrňák (61:54) | 2:1 n. V. (0:0, 0:0, 1:1, 1:0) Spielbericht Stand: 4:3 | Toronto Maple Leafs William Nylander (49:01) | TD Garden, Boston, Massachusetts Zuschauer: 17.850 |

#### (M1) New York Rangers – (EWC2) Washington Capitals
Als Gewinner der Presidents’ Trophy und somit bestes Team der Hauptrunde setzten sich die New York Rangers mühelos mit einem 4:0-Sweep gegen die Washington Capitals durch. In der Offensive bestachen dabei auf Seiten der Rangers vor allem Mika Zibanejad mit sieben sowie Vincent Trocheck mit sechs Scorerpunkten, während Torhüter Igor Schestjorkin mit einer Fangquote von 93,1 % an seine starken Leistungen der regulären Saison anknüpfte. Bei den Capitals erzielte kein Spieler mehr als drei Punkte, während Kapitän Alexander Owetschkin erstmals in seiner Karriere ohne Punkt in einer Playoff-Serie verblieb. Im Tor gelang es Charlie Lindgren derweil nur 86,4 % der Schüsse auf sein Tor zu parieren.
| 21. April 2024 15:00 Uhr (Ortszeit) | New York Rangers Matt Rempe (24:17) Artemi Panarin (24:50) Jimmy Vesey (26:23) Chris Kreider (56:17) | 4:1 (0:0, 3:1, 1:0) Spielbericht Stand: 1:0 | Washington Capitals Martin Fehérváry (27:31) | Madison Square Garden, New York City, New York Zuschauer: 18.006 |

| 23. April 2024 19:00 Uhr | New York Rangers Vincent Trocheck (7:56) Mika Zibanejad (14:28) Jack Roslovic (32:26) K’Andre Miller (36:52) | 4:3 (2:1, 2:1, 0:1) Spielbericht Stand: 2:0 | Washington Capitals Connor McMichael (5:09) Dylan Strome (24:14) Tom Wilson (51:45) | Madison Square Garden, New York City, New York Zuschauer: 18.006 |

| 26. April 2024 19:00 Uhr | Washington Capitals John Carlson (5:34) | 1:3 (1:2, 0:1, 0:0) Spielbericht Stand: 0:3 | New York Rangers Chris Kreider (6:08) Barclay Goodrow (8:08) Vincent Trocheck (35:22) | Capital One Arena, Washington, D.C. Zuschauer: 18.573 |

| 28. April 2024 20:00 Uhr | Washington Capitals Vincent Trocheck (19:44) Hendrix Lapierre (27:48) | 2:4 (1:2, 1:0, 0:2) Spielbericht Stand: 0:4 | New York Rangers Kaapo Kakko (0:57) Martin Fehérváry (14:54) Artemi Panarin (43:21) Jack Roslovic (59:09) | Capital One Arena, Washington, D.C. Zuschauer: 18.573 |

#### (M2) Carolina Hurricanes – (M3) New York Islanders
Ebenso wie in der ersten Runde des Vorjahres trafen erneut die Carolina Hurricanes und die New York Islanders zum insgesamt dritten Mal in der Playoff-Historie aufeinander, wobei die Hurricanes mit einem 4:1-Erfolg in die nächste Runde einzogen. Bester Scorer der Hurricanes wurde Seth Jarvis mit sieben Punkten, während Mathew Barzal für die Islanders auf fünf Punkte kam. Im Tor wurde Frederik Andersen für Carolina mit einer Fangquote von 91,2 % sogar von einem Gegenüber Semjon Warlamow (91,4 %) übertroffen, während die Islanders in Spiel 3 kurzzeitig auf Ilja Sorokin (78,6 %) gesetzt hatten.
| 20. April 2024 17:00 Uhr (Ortszeit) | Carolina Hurricanes Jewgeni Kusnezow (1:35) Stefan Noesen (43:44) Martin Nečas (58:28) | 3:1 (1:1, 0:0, 2:0) Spielbericht Stand: 1:0 | New York Islanders Kyle MacLean (8:20) | PNC Arena, Raleigh, North Carolina Zuschauer: 18.825 |

| 22. April 2024 19:30 Uhr | Carolina Hurricanes Teuvo Teräväinen (33:01) Seth Jarvis (50:43) Sebastian Aho (57:45) Jordan Martinook (57:54) Jake Guentzel (59:04) | 5:3 (0:2, 1:1, 4:0) Spielbericht Stand: 2:0 | New York Islanders Kyle Palmieri (16:22) Bo Horvat (19:45) Anders Lee (23:54) | PNC Arena, Raleigh, North Carolina Zuschauer: 18.905 |

| 25. April 2024 19:30 Uhr | New York Islanders Pierre Engvall (22:48) Brock Nelson (37:39) | 2:3 (0:2, 2:1, 0:0) Spielbericht Stand: 0:3 | Carolina Hurricanes Brent Burns (4:46) Dmitri Orlow (10:25) Sebastian Aho (27:14) | UBS Arena, Elmont, New York Zuschauer: 17.255 |

| 27. April 2024 14:00 Uhr | New York Islanders Mathew Barzal (30:10) Jean-Gabriel Pageau (41:38) Mathew Barzal (81:24) | 3:2 n. V. (0:1, 1:0, 1:1, 0:0, 1:0) Spielbericht Stand: 1:3 | Carolina Hurricanes Seth Jarvis (8:00) Stefan Noesen (54:08) | UBS Arena, Elmont, New York Zuschauer: 17.255 |

| 30. April 2024 19:30 Uhr | Carolina Hurricanes Teuvo Teräväinen (1:23) Andrei Swetschnikow (3:13) Jewgeni Kusnezow (13:22) Jack Drury (44:36) Stefan Noesen (44:44) Seth Jarvis (58:21) | 6:3 (3:1, 0:2, 3:0) Spielbericht Stand: 4:1 | New York Islanders Mike Reilly (3:54) Brock Nelson (23:47) Casey Cizikas (39:38) | PNC Arena, Raleigh, North Carolina Zuschauer: 18.874 |

### Western Conference

#### (C1) Dallas Stars – (WWC2) Vegas Golden Knights
Zwischen den Dallas Stars und den Vegas Golden Knights kam es in der ersten Runde zur Neuauflage des Conference-Finals des Vorjahres, was nun mit einem 4:3-Erfolg der Stars allerdings einen anderen Ausgang nahm. In einer ausgeglichenen Serie (16:16 Tore), in der Vegas als amtierender Stanley-Cup-Sieger auf den wieder genesenen Kapitän Mark Stone zurückgreifen konnte, waren auch die Topscorer beider Teams gleichauf, so verzeichneten Wyatt Johnston für die Stars und Jack Eichel für die Golden Knights jeweils sieben Punkte. Auch die Torhüter begegneten sich auf Augenhöhe, wobei Dallas ausschließlich auf Jake Oettinger (92,5 % Fangquote) setzte, während sich Vegas auf das Tandem aus Adin Hill  (93,1 % in 3 Spielen) und Logan Thompson (92,1 % in 4 Spielen) verließ.
| 22. April 2024 20:30 Uhr (Ortszeit) | Dallas Stars Jamie Benn (16:07) Jason Robertson (18:29) Mason Marchment (51:46) | 3:4 (2:3, 0:1, 1:0) Spielbericht Stand: 0:1 | Vegas Golden Knights Mark Stone (1:23) Jonathan Marchessault (8:27) Tomáš Hertl (17:51) Brayden McNabb (21:06) | American Airlines Center, Dallas, Texas Zuschauer: 18.532 |

| 24. April 2024 20:30 Uhr | Dallas Stars Jason Robertson (16:47) | 1:3 (1:1, 0:1, 0:1) Spielbericht Stand: 0:2 | Vegas Golden Knights Jonathan Marchessault (18:09) Noah Hanifin (38:53) Jack Eichel (59:26) | American Airlines Center, Dallas, Texas Zuschauer: 18.532 |

| 27. April 2024 19:30 Uhr | Vegas Golden Knights Brayden McNabb (30:40) Jack Eichel (33:50) | 2:3 n. V. (0:1, 2:1, 0:0, 0:1) Spielbericht Stand: 2:1 | Dallas Stars Wyatt Johnston (11:11) Miro Heiskanen (25:25) Wyatt Johnston (76:23) | T-Mobile Arena, Paradise, Nevada Zuschauer: 18.536 |

| 29. April 2024 18:30 Uhr | Vegas Golden Knights Michael Amadio (14:25) Jack Eichel (23:09) | 2:4 (1:1, 1:2, 0:1) Spielbericht Stand: 2:2 | Dallas Stars Jewgeni Dadonow (17:52) Wyatt Johnston (29:45) Ty Dellandrea (38:34) Roope Hintz (58:38) | T-Mobile Arena, Paradise, Nevada Zuschauer: 18.333 |

| 1. Mai 2024 18:30 Uhr | Dallas Stars Jewgeni Dadonow (5:02) Matt Duchene (8:04) Jason Robertson (36:32) | 3:2 (2:2, 1:0, 0:0) Spielbericht Stand: 3:2 | Vegas Golden Knights Mark Stone (4:00) William Carrier (12:31) | American Airlines Center, Dallas, Texas Zuschauer: 18.532 |

| 3. Mai 2024 19:00 Uhr | Vegas Golden Knights Noah Hanifin (49:54) Mark Stone (59:41) | 2:0 (0:0, 0:0, 2:0) Spielbericht Stand: 3:3 | Dallas Stars | T-Mobile Arena, Paradise, Nevada Zuschauer: 18.432 |

| 5. Mai 2024 18:30 Uhr | Dallas Stars Wyatt Johnston (14:34) Radek Faksa (40:44) | 2:1 (1:0, 0:1, 1:0) Spielbericht Stand: 4:3 | Vegas Golden Knights Brett Howden (35:25) | American Airlines Center, Dallas, Texas Zuschauer: 19.046 |

#### (C2) Winnipeg Jets – (C3) Colorado Avalanche
Erstmals in der Playoff-Geschichte trafen die Winnipeg Jets und Colorado Avalanche aufeinander, wobei sich Colorado mit einem 4:1-Erfolg klar durchsetzte. Analog zur Hauptrunde überragten auf Seiten der Avalanche Nathan MacKinnon, Cale Makar und Mikko Rantanen mit jeweils neun Scorerpunkten, während für die Jets Mark Scheifele mit sechs Punkten bester Scorer wurde. Im Tor Winnipegs enttäuschte Connor Hellebuyck nach einer starken Hauptrunde (92,1 % Fangquote) mit nun nur 86,4 % gehaltener Schüsse, wobei Alexander Georgijew für die Avalanche mit 89,3 % im guten Durchschnitt verblieb. Für Rick Bowness, Cheftrainer der Jets, markierte Spiel 5 das letzte seiner Laufbahn, er beendete wenig später seine Trainerkarriere.
| 21. April 2024 18:00 Uhr (Ortszeit) | Winnipeg Jets Josh Morrissey (8:02) Wladislaw Namestnikow (11:57) Mark Scheifele (15:53) Adam Lowry (28:57) Adam Lowry (43:31) Kyle Connor (45:51) Kyle Connor (48:54) | 7:6 (3:3, 1:0, 3:3) Spielbericht Stand: 1:0 | Colorado Avalanche Waleri Nitschuschkin (6:10) Miles Wood (14:47) Nathan MacKinnon (15:05) Artturi Lehkonen (46:29) Cale Makar (54:24) Casey Mittelstadt (59:30) | Canada Life Centre, Winnipeg, Manitoba Zuschauer: 15.225 |

| 23. April 2024 20:30 Uhr | Winnipeg Jets David Gustafsson (3:15) Mark Scheifele (28:37) | 2:5 (1:0, 1:4, 0:1) Spielbericht Stand: 1:1 | Colorado Avalanche Miles Wood (21:59) Artturi Lehkonen (34:16) Zach Parise (37:20) Josh Manson (39:53) Waleri Nitschuschkin (59:03) | Canada Life Centre, Winnipeg, Manitoba Zuschauer: 15.225 |

| 26. April 2024 20:00 Uhr | Colorado Avalanche Zach Parise (11:18) Nathan MacKinnon (42:11) Waleri Nitschuschkin (44:39) Artturi Lehkonen (48:11) Ross Colton (52:35) Devon Toews (56:25) | 6:2 (1:0, 0:2, 5:0) Spielbericht Stand: 2:1 | Winnipeg Jets Tyler Toffoli (25:03) Josh Morrissey (30:50) | Ball Arena, Denver, Colorado Zuschauer: 18.124 |

| 28. April 2024 12:30 Uhr | Colorado Avalanche Artturi Lehkonen (8:10) Waleri Nitschuschkin (31:36) Cale Makar (35:03) Waleri Nitschuschkin (39:36) Waleri Nitschuschkin (59:47) | 5:1 (1:1, 3:0, 1:0) Spielbericht Stand: 3:1 | Winnipeg Jets Nate Schmidt (13:56) | Ball Arena, Denver, Colorado Zuschauer: 18.129 |

| 30. April 2024 20:30 Uhr | Winnipeg Jets Kyle Connor (1:15) Josh Morrissey (26:48) Tyler Toffoli (42:06) | 3:6 (1:1, 1:2, 1:3) Spielbericht Stand: 1:4 | Colorado Avalanche Waleri Nitschuschkin (3:18) Jakow Trenin (25:42) Artturi Lehkonen (33:45) Mikko Rantanen (44:11) Mikko Rantanen (48:01) Josh Manson (59:58) | Canada Life Centre, Winnipeg, Manitoba Zuschauer: 15.225 |

#### (P1) Vancouver Canucks – (WWC1) Nashville Predators
Zum zweiten Mal nach 2011 spielten die Vancouver Canucks in der post-season gegen die Nashville Predators, wobei Vancouver damals wie jetzt mit 4:2 gewann. In einer relativ ausgeglichenen und defensiv geprägten Serie (13:12 Treffer für Vancouver) wurden Filip Forsberg für Nashville und J. T. Miller sowie Brock Boeser auf Seiten der Canucks mit jeweils sechs Punkten beste Scorer. Juuse Saros parierte im Tor der Predators 90,0 % der Schüsse auf sein Tor, während Vancouver verletzungsbedingt erst auf Stammtorwart Thatcher Demko (91,7 %) und wenig später auch auf Casey DeSmith (91,1 %) verzichten musste. Anschließend zeigte jedoch der nominell dritte Torhüter und Rookie Artūrs Šilovs herausragende Leistungen, indem er in drei Partien eine Fangquote von 93,8 % und zudem einen Shutout verzeichnete.
| 21. April 2024 19:00 Uhr (Ortszeit) | Vancouver Canucks Elias Lindholm (20:47) Pius Suter (48:59) Dakota Joshua (49:11) Dakota Joshua (58:32) | 4:2 (0:1, 1:1, 3:0) Spielbericht Stand: 1:0 | Nashville Predators Jason Zucker (16:15) Ryan O’Reilly (30:46) | Rogers Arena, Vancouver, British Columbia Zuschauer: 18.967 |

| 23. April 2024 19:00 Uhr | Vancouver Canucks Nikita Sadorow (35:33) | 1:4 (0:1, 1:2, 0:1) Spielbericht Stand: 1:1 | Nashville Predators Anthony Beauvillier (1:14) Filip Forsberg (26:29) Colton Sissons (28:04) Kiefer Sherwood (58:07) | Rogers Arena, Vancouver, British Columbia Zuschauer: 18.960 |

| 26. April 2024 18:30 Uhr | Nashville Predators Luke Evangelista (56:48) | 1:2 (0:1, 0:1, 1:0) Spielbericht Stand: 1:2 | Vancouver Canucks J. T. Miller (13:23) Brock Boeser (24:33) | Bridgestone Arena, Nashville, Tennessee Zuschauer: 17.474 |

| 28. April 2024 16:00 Uhr | Nashville Predators Mark Jankowski (5:34) Gustav Nyquist (25:21) Filip Forsberg (40:12) | 3:4 n. V. (1:1, 1:0, 1:2, 0:1) Spielbericht Stand: 1:3 | Vancouver Canucks Brock Boeser (2:55) Brock Boeser (57:11) Brock Boeser (59:52) Elias Lindholm (61:02) | Bridgestone Arena, Nashville, Tennessee Zuschauer: 17.590 |

| 30. April 2024 19:00 Uhr | Vancouver Canucks Nikita Sadorow (43:11) | 1:2 (0:0, 0:0, 1:2) Spielbericht Stand: 3:2 | Nashville Predators Roman Josi (47:15) Alexandre Carrier (52:46) | Rogers Arena, Vancouver, British Columbia Zuschauer: 19.036 |

| 3. Mai 2024 18:00 Uhr | Nashville Predators | 0:1 (0:0, 0:0, 0:1) Spielbericht Stand: 2:4 | Vancouver Canucks Pius Suter (58:21) | Bridgestone Arena, Nashville, Tennessee Zuschauer: 17.682 |

#### (P2) Edmonton Oilers – (P3) Los Angeles Kings
In der ersten Runde setzten sich die Edmonton Oilers mit 4:1 gegen die Los Angeles Kings durch, wobei die Teams zum dritten Mal in Folge sowie zum zehnten Mal insgesamt in den Playoffs aufeinandertrafen. Wie gewohnt waren es Connor McDavid und Leon Draisaitl auf Seiten der Oilers, die mit 12 bzw. 10 Scorerpunkten den Unterschied machten und dabei am Ende der ersten Runde auch die gesamten Playoffs in Punkten anführten. Zudem überzeugte Zach Hyman mit sieben Treffern, was (gemeinsam mit Waleri Nitschuschkin) ebenfalls den ligaweiten Bestwert der ersten Runde darstellte. Bester Scorer der Kings wurde Adrian Kempe mit fünf Punkten. Stuart Skinner parierte im Tor Edmontons 91,0 % der Schüsse, während Los Angeles auf das Tandem aus Cam Talbot (86,1 %) und David Rittich (87,2 %) setzte.
| 22. April 2024 20:00 Uhr (Ortszeit) | Edmonton Oilers Zach Hyman (6:52) Adam Henrique (9:36) Zach Hyman (24:50) Ryan Nugent-Hopkins (28:24) Leon Draisaitl (41:08) Zach Hyman (46:17) Warren Foegele (59:34) | 7:4 (2:0, 2:2, 3:2) Spielbericht Stand: 1:0 | Los Angeles Kings Mikey Anderson (30:56) Adrian Kempe (37:56) Pierre-Luc Dubois (56:56) Trevor Moore (58:49) | Rogers Place, Edmonton, Alberta Zuschauer: 18.347 |

| 24. April 2024 20:00 Uhr | Edmonton Oilers Brett Kulak (17:33) Dylan Holloway (27:51) Zach Hyman (30:33) Dylan Holloway (43:23) | 4:5 n. V. (1:3, 2:0, 1:1, 0:1) Spielbericht Stand: 1:1 | Los Angeles Kings Adrian Kempe (3:19) Adrian Kempe (14:57) Drew Doughty (18:02) Kevin Fiala (41:46) Anže Kopitar (62:07) | Rogers Place, Edmonton, Alberta Zuschauer: 18.347 |

| 26. April 2024 19:30 Uhr | Los Angeles Kings Drew Doughty (25:32) | 1:6 (0:3, 1:1, 0:2) Spielbericht Stand: 1:2 | Edmonton Oilers Zach Hyman (6:42) Leon Draisaitl (15:36) Connor McDavid (18:34) Evander Kane (27:39) Zach Hyman (46:37) Leon Draisaitl (52:38) | Crypto.com Arena, Los Angeles, Kalifornien Zuschauer: 18.145 |

| 28. April 2023 19:30 Uhr | Los Angeles Kings | 0:1 (0:0, 0:1, 0:0) Spielbericht Stand: 1:3 | Edmonton Oilers Evan Bouchard (31:49) | Crypto.com Arena, Los Angeles, Kalifornien Zuschauer: 18.145 |

| 1. Mai 2024 20:00 Uhr | Edmonton Oilers Evander Kane (10:17) Leon Draisaitl (27:44) Leon Draisaitl (32:21) Zach Hyman (39:07) | 4:3 (1:1, 3:1, 0:1) Spielbericht Stand: 4:1 | Los Angeles Kings Alex Laferriere (19:32) Blake Lizotte (23:08) Adrian Kempe (57:42) | Rogers Place, Edmonton, Alberta Zuschauer: 18.347 |

## Conference-Halbfinale

### Eastern Conference

#### (A1) Florida Panthers – (A2) Boston Bruins
Zum dritten Mal insgesamt sowie zum zweiten Mal in Folge trafen in der post-season die Florida Panthers auf die Boston Bruins, wobei Florida durch einen 4:2-Sieg in die Eastern Conference Finals einzog. Auf Seiten der Panthers war es erneut Kapitän Aleksander Barkov, der mit acht Punkten als bester Scorer der Serie überzeugte. Sam Reinhart kam auf sechs Punkte, ebenso wie der beste Scorer der Bruins, Jake DeBrusk. Dabei musste Boston im fünften und sechsten Spiel auf Brad Marchand verzichten. Im Tor allerdings war Jeremy Swayman (91,7 % Fangquote) für die Bruins seinem Gegenüber Sergei Bobrowski (90,7) deutlich überlegen. Ein wesentliches Problem für die Bruins war die Chancenverwertung im Powerplay, so erzielten sie nur einen Treffer in Überzahlsituationen (6,3 %).
| 6. Mai 2024 20:00 Uhr (Ortszeit) | Florida Panthers Matthew Tkachuk (31:45) | 1:5 (0:0, 1:3, 0:2) Spielbericht Stand: 0:1 | Boston Bruins Morgan Geekie (32:52) Mason Lohrei (36:17) Brandon Carlo (39:39) Justin Brazeau (47:13) Jake DeBrusk (56:38) | Amerant Bank Arena, Sunrise, Florida Zuschauer: 19.275 |

| 8. Mai 2024 19:30 Uhr | Florida Panthers Steven Lorentz (21:56) Aleksander Barkov (29:49) Gustav Forsling (39:58) Eetu Luostarinen (41:28) Aleksander Barkov (50:52) Brandon Montour (51:58) | 6:1 (0:1, 3:0, 3:0) Spielbericht Stand: 1:1 | Boston Bruins Charlie Coyle (12:12) | Amerant Bank Arena, Sunrise, Florida Zuschauer: 19.789 |

| 10. Mai 2024 19:00 Uhr | Boston Bruins Jakub Lauko (45:01) Jake DeBrusk (48:31) | 2:6 (0:1, 0:2, 2:3) Spielbericht Stand: 1:2 | Florida Panthers Evan Rodrigues (8:04) Wladimir Tarassenko (36:14) Carter Verhaeghe (37:14) Brandon Montour (43:09) Sam Reinhart (58:36) Evan Rodrigues (59:09) | TD Garden, Boston, Massachusetts Zuschauer: 17.850 |

| 12. Mai 2024 18:30 Uhr | Boston Bruins David Pastrňák (8:53) Brandon Carlo (15:12) | 2:3 (2:0, 0:1, 0:2) Spielbericht Stand: 1:3 | Florida Panthers Anton Lundell (34:48) Sam Bennett (43:41) Aleksander Barkov (47:31) | TD Garden, Boston, Massachusetts Zuschauer: 17.850 |

| 14. Mai 2024 19:30 Uhr | Florida Panthers Sam Reinhart (26:23) | 1:2 (0:1, 1:1, 0:0) Spielbericht Stand: 3:2 | Boston Bruins Morgan Geekie (4:49) Charlie McAvoy (30:25) | Amerant Bank Arena, Sunrise, Florida Zuschauer: 20.004 |

| 17. Mai 2024 19:00 Uhr | Boston Bruins Pavel Zacha (19:07) | 1:2 (1:0, 0:1, 0:1) Spielbericht Stand: 2:4 | Florida Panthers Anton Lundell (32:44) Gustav Forsling (58:27) | TD Garden, Boston, Massachusetts Zuschauer: 17.850 |

#### (M1) New York Rangers – (M2) Carolina Hurricanes
Im Division-Finale der Metropolitan Division standen sich die New York Rangers und die Carolina Hurricanes gegenüber, die zuletzt 2022 an gleicher Stelle gegeneinander angetreten hatten, was mit einem Erfolg der Rangers auch den gleichen Ausgang nahm. Der jetzige 4:2-Erfolg war das dritte Aufeinandertreffen beider Teams in der Playoff-Historie, alle davon innerhalb der letzten fünf Jahre. Durch das zwischenzeitliche 3:0 in der Serie starteten die Rangers (mit dem Sweep der letzten Runde) mit sieben Siegen in Folge in die Playoffs, was zuletzt 2008 den Pittsburgh Penguins gelungen war. In der Offensive stellte sich die Begegnung relativ ausgeglichen dar (20:19 Treffer zugunsten der Rangers), während Carolina mit Kapitän Sebastian Aho mit neun Punkten sogar den besten Scorer der Serie stellte. Auf Seiten New Yorks überzeugten Vincent Trocheck und Artemi Panarin mit jeweils acht Punkten. Im Tor allerdings knüpfte Igor Schestjorkin für die Rangers an seine Leistungen aus der Hauptrunde an (91,9 % Fangquote), während dies Frederik Andersen (87,8 %) und in einem Spiel auch Pjotr Kotschetkow (88,0 %) nicht gelang.
| 5. Mai 2024 16:00 Uhr (Ortszeit) | New York Rangers Mika Zibanejad (2:46) Mika Zibanejad (10:05) Vincent Trocheck (16:28) Artemi Panarin (48:21) | 4:3 (3:1, 0:0, 1:2) Spielbericht Stand: 1:0 | Carolina Hurricanes Jaccob Slavin (3:48) Martin Nečas (42:48) Seth Jarvis (58:13) | Madison Square Garden, New York City, New York Zuschauer: 18.006 |

| 7. Mai 2024 19:00 Uhr | New York Rangers Alexis Lafrenière (10:53) Alexis Lafrenière (27:32) Chris Kreider (46:07) Vincent Trocheck (87:24) | 4:3 n. V. (1:2, 1:1, 1:0, 0:0, 1:0) Spielbericht Stand: 2:0 | Carolina Hurricanes Jake Guentzel (15:07) Dmitri Orlow (19:54) Jake Guentzel (38:18) | Madison Square Garden, New York City, New York Zuschauer: 18.006 |

| 9. Mai 2024 19:00 Uhr | Carolina Hurricanes Jake Guentzel (10:14) Andrei Swetschnikow (58:24) | 2:3 n. V. (1:0, 0:1, 1:1, 0:1) Spielbericht Stand: 0:3 | New York Rangers Chris Kreider (28:30) Alexis Lafrenière (46:25) Artemi Panarin (61:43) | PNC Arena, Raleigh, North Carolina Zuschauer: 18.959 |

| 11. Mai 2024 19:00 Uhr | Carolina Hurricanes Jewgeni Kusnezow (1:51) Stefan Noesen (6:33) Sebastian Aho (15:29) Brady Skjei (56:49) | 4:3 (3:1, 0:1, 1:1) Spielbericht Stand: 1:3 | New York Rangers Will Cuylle (8:06) Barclay Goodrow (32:43) Alexis Lafrenière (42:04) | PNC Arena, Raleigh, North Carolina Zuschauer: 19.074 |

| 13. Mai 2024 19:00 Uhr | New York Rangers Jacob Trouba (26:23) | 1:4 (0:0, 1:0, 0:4) Spielbericht Stand: 3:2 | Carolina Hurricanes Jordan Staal (43:33) Jewgeni Kusnezow (46:39) Jordan Martinook (49:56) Martin Nečas (56:29) | Madison Square Garden, New York City, New York Zuschauer: 18.006 |

| 16. Mai 2024 19:00 Uhr | Carolina Hurricanes Martin Nečas (18:38) Seth Jarvis (24:38) Sebastian Aho (29:23) | 3:5 (1:0, 2:1, 0:4) Spielbericht Stand: 2:4 | New York Rangers Vincent Trocheck (25:29) Chris Kreider (46:43) Chris Kreider (51:54) Chris Kreider (55:41) Barclay Goodrow (59:11) | PNC Arena, Raleigh, North Carolina Zuschauer: 19.124 |

### Western Conference

#### (C1) Dallas Stars – (C3) Colorado Avalanche
Für die Dallas Stars war es das insgesamt sechste Aufeinandertreffen mit der Colorado Avalanche sowie das erste seit 2020 an gleicher Stelle, wobei die Stars nun mit einem 4:2-Erfolg in die Western Conference Finals einzogen. Auf beiden Seiten wurden dabei Abwehrspieler zu Topscorern, so wurden die Stars von Miro Heiskanen (8 Punkte) angeführt, die Avalanche derweil von Cale Makar (6). Ferner überzeugte Jason Robertson für Dallas mit sieben Punkten, allesamt Vorlagen. Im Tor parierte Jake Oettinger der Stars 91,1 % aller Schüsse auf sein Tor, während dies Alexander Georgijew auf der Gegenseite nur zu 89,5 % gelang. In der letztlich entscheidenden sechsten Partie benötigte es die mittlerweile relativ selten gewordene doppelte Overtime, ehe Matt Duchene nach über eineinhalb Stunden Spielzeit das entscheidende Tor gelang.
| 7. Mai 2024 20:30 Uhr (Ortszeit) | Dallas Stars Ryan Suter (7:26) Wyatt Johnston (10:55) Jamie Benn (16:56) | 3:4 n. V. (3:0, 0:2, 0:1, 0:1) Spielbericht Stand: 0:1 | Colorado Avalanche Waleri Nitschuschkin (25:31) Cale Makar (29:08) Nathan MacKinnon (40:39) Miles Wood (71:03) | American Airlines Center, Dallas, Texas Zuschauer: 18.532 |

| 9. Mai 2024 20:30 Uhr | Dallas Stars Miro Heiskanen (14:46) Roope Hintz (21:57) Miro Heiskanen (35:54) Tyler Seguin (38:06) Esa Lindell (59:39) | 5:3 (1:0, 3:0, 1:3) Spielbericht Stand: 1:1 | Colorado Avalanche Joel Kiviranta (44:06) Brandon Duhaime (48:00) Waleri Nitschuschkin (56:16) | American Airlines Center, Dallas, Texas Zuschauer: 18.532 |

| 11. Mai 2024 20:00 Uhr | Colorado Avalanche Mikko Rantanen (30:24) | 1:4 (0:1, 1:1, 0:2) Spielbericht Stand: 1:2 | Dallas Stars Logan Stankoven (18:39) Tyler Seguin (35:13) Tyler Seguin (58:23) Logan Stankoven (59:32) | Ball Arena, Denver, Colorado Zuschauer: 18.131 |

| 13. Mai 2024 19:30 Uhr | Colorado Avalanche Casey Mittelstadt (32:35) | 1:5 (0:1, 1:2, 0:2) Spielbericht Stand: 1:3 | Dallas Stars Wyatt Johnston (15:37) Wyatt Johnston (25:46) Miro Heiskanen (31:24) Jewgeni Dadonow (49:27) Sam Steel (58:10) | Ball Arena, Denver, Colorado Zuschauer: 18.123 |

| 15. Mai 2024 19:00 Uhr | Dallas Stars Joe Pavelski (9:32) Miro Heiskanen (31:39) Logan Stankoven (45:44) | 3:5 (1:1, 1:1, 1:3) Spielbericht Stand: 3:2 | Colorado Avalanche Artturi Lehkonen (19:59) Cale Makar (37:24) Casey Mittelstadt (41:12) Cale Makar (44:28) Nathan MacKinnon (56:50) | American Airlines Center, Dallas, Texas Zuschauer: 18.532 |

| 17. Mai 2024 20:00 Uhr | Colorado Avalanche Mikko Rantanen (25:48) | 1:2 n. V. (0:0, 1:0, 0:1, 0:0, 0:1) Spielbericht Stand: 2:4 | Dallas Stars Jamie Benn (41:56) Matt Duchene (91:42) | Ball Arena, Denver, Colorado Zuschauer: 18.126 |

#### (P1) Vancouver Canucks – (P2) Edmonton Oilers
In der zweiten Runde der Pacific Division kam es zum rein kanadischen Duell zwischen den Vancouver Canucks und den Edmonton Oilers, das die Oilers mit einem 4:3-Erfolg knapp für sich entschieden. Beide Teams trafen erst zum dritten Mal in der Playoff-Historie aufeinander, dabei zum ersten Mal seit 1992. Überragender Spieler der Serie war Leon Draisaitl mit 14 Punkten, der die gesamte zweite Runde auch als Topscorer (24 Punkte in 12 Einsätzen) beendete. Ferner wurde er in seiner 60. Partie zum drittschnellsten Spieler der NHL-Geschichte, der 100 Playoff-Punkte erreichte, nach Gretzky (46) und Lemieux (50). Auf Seiten der Oilers überzeugte zudem Evan Bouchard, der zum ersten Verteidiger wurde, der in den ersten zwei Playoff-Runden auf 20 Scorerpunkte kam; 11 davon in dieser Serie, was ihn zum zweitbesten Scorer nach Draisaitl machte. Zudem steuerten Ryan Nugent-Hopkins 10 und Connor McDavid 9 Punkte bei, während auf Seiten der Canucks nur Elias Lindholm (7) auf mehr als 6 Punkte kam. Im Tor setzte Vancouver weiterhin verletzungsbedingt auf den dritten Torhüter Artūrs Šilovs (88,2 % Fangquote), während für die Oilers sowohl Stuart Skinner (83,3 %) als auch Calvin Pickard (91,5 %) zeitweise aufliefen.
| 8. Mai 2024 19:00 Uhr (Ortszeit) | Vancouver Canucks Dakota Joshua (20:53) Elias Lindholm (37:01) J. T. Miller (49:38) Nikita Sadorow (53:47) Conor Garland (54:26) | 5:4 (0:2, 2:2, 3:0) Spielbericht Stand: 1:0 | Edmonton Oilers Zach Hyman (2:11) Mattias Ekholm (15:01) Cody Ceci (32:26) Zach Hyman (33:11) | Rogers Arena, Vancouver, British Columbia Zuschauer: 18.823 |

| 10. Mai 2024 19:00 Uhr | Vancouver Canucks Elias Pettersson (4:14) Brock Boeser (20:53) Nikita Sadorow (38:17) | 3:4 n. V. (1:1, 2:1, 0:1, 0:1) Spielbericht Stand: 1:1 | Edmonton Oilers Leon Draisaitl (10:56) Mattias Ekholm (21:16) Connor McDavid (45:27) Evan Bouchard (65:38) | Rogers Arena, Vancouver, British Columbia Zuschauer: 18.985 |

| 12. Mai 2024 19:30 Uhr | Edmonton Oilers Mattias Ekholm (5:37) Leon Draisaitl (23:36) Evan Bouchard (58:44) | 3:4 (1:3, 1:1, 1:0) Spielbericht Stand: 1:2 | Vancouver Canucks Elias Lindholm (8:45) Brock Boeser (13:18) Brock Boeser (18:34) Elias Lindholm (37:35) | Rogers Place, Edmonton, Alberta Zuschauer: 18.347 |

| 14. Mai 2024 19:30 Uhr | Edmonton Oilers Leon Draisaitl (11:10) Ryan Nugent-Hopkins (39:20) Evan Bouchard (59:21) | 3:2 (1:0, 1:0, 1:2) Spielbericht Stand: 2:2 | Vancouver Canucks Conor Garland (46:54) Dakota Joshua (58:19) | Rogers Place, Edmonton, Alberta Zuschauer: 18.347 |

| 16. Mai 2024 19:00 Uhr | Vancouver Canucks Evander Kane (4:34) Phillip Di Giuseppe (25:14) J. T. Miller (59:27) | 3:2 (1:2, 1:0, 1:0) Spielbericht Stand: 3:2 | Edmonton Oilers Carson Soucy (17:27) Mattias Janmark (17:50) | Rogers Arena, Vancouver, British Columbia Zuschauer: 19.052 |

| 18. Mai 2024 18:00 Uhr | Edmonton Oilers Dylan Holloway (8:18) Zach Hyman (27:14) Evan Bouchard (31:20) Ryan Nugent-Hopkins (43:25) Evander Kane (53:04) | 5:1 (1:1, 2:0, 2:0) Spielbericht Stand: 3:3 | Vancouver Canucks Nils Höglander (10:03) | Rogers Place, Edmonton, Alberta Zuschauer: 18.347 |

| 20. Mai 2024 18:00 Uhr | Vancouver Canucks Conor Garland (51:27) Filip Hronek (55:24) | 2:3 (0:0, 0:3, 2:0) Spielbericht Stand: 3:4 | Edmonton Oilers Cody Ceci (21:16) Zach Hyman (25:50) Ryan Nugent-Hopkins (35:22) | Rogers Arena, Vancouver, British Columbia Zuschauer: 19.016 |

## Conference-Finale

### Eastern Conference

#### (M1) New York Rangers – (A1) Florida Panthers
Im Finale der Eastern Conference trafen die New York Rangers auf die Florida Panthers, wobei sich die Panthers mit einem 4:2-Erfolg durchsetzten. Damit zogen sie ins Stanley-Cup-Finale ein und gewannen zudem die Prince of Wales Trophy. Beide Teams standen sich dabei erst zum zweiten Mal in den Playoffs gegenüber, nach einem 4:1 New Yorks in der ersten Runde der Playoffs 1997. Die Rangers erreichten zum achten Mal (seit Einführung des Formates mit 16 Mannschaften) das Conference-Finale, zuletzt war dies vor zwei Jahren der Fall, als sie Tampa Bay mit 2:4 unterlagen. Florida bestritt derweil sein drittes Conference-Finale sowie das zweite in Folge, nach einem 4:0-Erfolg über Carolina im Vorjahr.
Für die Panthers überzeugten in der Offensive Sam Bennett und Carter Verhaeghe, ebenso wie auf Seiten der Rangers Vincent Trocheck mit jeweils sechs Scorerpunkten. Im Tor kam es zum russischen Duell zwischen Sergei Bobrowski auf Seiten Floridas und Igor Schestjorkin für New York, in dem Schestjorkin eine höhere Fangquote aufwies (93,0 % gegenüber 92,1 %), Bobrowski allerdings ein Shutout gelang. Insgesamt stellte sich die Serie relativ ausgeglichen dar (14:12 Tore für Florida abzüglich Empty Net Goals), während die 5 der 6 Partien mit einem Treffer Unterschied ausgingen, 3 davon in der Overtime.
| 22. Mai 2024 20:00 Uhr (Ortszeit) | New York Rangers | 0:3 (0:1, 0:0, 0:2) Spielbericht Stand: 0:1 | Florida Panthers Matthew Tkachuk (16:26) Carter Verhaeghe (56:12) Sam Bennett (58:41) | Madison Square Garden, New York City, New York Zuschauer: 18.006 |

| 24. Mai 2024 20:00 Uhr | New York Rangers Vincent Trocheck (4:12) Barclay Goodrow (74:01) | 2:1 n. V. (1:1, 0:0, 0:0, 1:0) Spielbericht Stand: 1:1 | Florida Panthers Carter Verhaeghe (18:09) | Madison Square Garden, New York City, New York Zuschauer: 18.006 |

| 26. Mai 2024 15:00 Uhr | Florida Panthers Sam Reinhart (2:50) Sam Reinhart (14:46) Aleksander Barkov (45:04) Gustav Forsling (46:58) | 4:5 n. V. (2:2, 0:2, 2:0, 0:1) Spielbericht Stand: 1:2 | New York Rangers Alexis Lafrenière (7:17) Barclay Goodrow (7:42) Alexis Lafrenière (35:23) Barclay Goodrow (38:14) Alexander Wennberg (65:35) | Amerant Bank Arena, Sunrise, Florida Zuschauer: 19.780 |

| 28. Mai 2024 20:00 Uhr | Florida Panthers Sam Bennett (28:45) Carter Verhaeghe (32:16) Sam Reinhart (61:12) | 3:2 n. V. (0:1, 2:0, 0:1, 1:0) Spielbericht Stand: 2:2 | New York Rangers Vincent Trocheck (8:51) Alexis Lafrenière (43:28) | Amerant Bank Arena, Sunrise, Florida Zuschauer: 19.754 |

| 30. Mai 2024 20:00 Uhr | New York Rangers Chris Kreider (22:04) Alexis Lafrenière (59:10) | 2:3 (0:0, 1:1, 1:2) Spielbericht Stand: 2:3 | Florida Panthers Gustav Forsling (28:21) Anton Lundell (50:22) Sam Bennett (58:08) | Madison Square Garden, New York City, New York Zuschauer: 18.006 |

| 1. Juni 2024 20:00 Uhr | Florida Panthers Sam Bennett (19:10) Wladimir Tarassenko (49:08) | 2:1 (1:0, 0:0, 1:1) Spielbericht Stand: 4:2 | New York Rangers Artemi Panarin (58:20) | Amerant Bank Arena, Sunrise, Florida Zuschauer: 19.865 |

### Western Conference

#### (C1) Dallas Stars – (P2) Edmonton Oilers
Das Endspiel der Western Conference bestritten die Dallas Stars und die Edmonton Oilers, das letztlich die Oilers mit einem 4:2-Sieg für sich entschieden. Sie zogen somit ins Stanley-Cup-Finale ein und erhielten die Clarence S. Campbell Bowl. Die Mannschaften trafen dabei bereits zum neunten Mal in der post-season aufeinander (zuletzt 2003), wobei Dallas bisher sechsmal siegreich verblieb und zudem die letzten fünf Serien in Folge gewonnen hatte. Die Stars standen dabei zum neunten Mal (seit Einführung des Formates mit 16 Mannschaften) im Conference-Finale, zuletzt war dies erst im Vorjahr der Fall, als sie den Vegas Golden Knights mit 2:4 unterlagen. Edmonton bestritt derweil sein elftes Conference-Finale, wobei sie zuletzt 2022 an Colorado gescheitert waren.
Topscorer der Mannschaften wurden ihre jeweiligen Kapitäne, Connor McDavid (10 Punkte) für Edmonton sowie Jamie Benn (7) für Dallas. Ferner überzeugte auf Seiten der Oilers erneut Verteidiger Evan Bouchard mit sieben Punkten, während Leon Draisaitl bei vier Punkten verblieb. In Edmontons Tor spielte Stuart Skinner mit einer Fangquote von 92,2 % seine bisher beste Serie dieser Playoffs, eine Leistung, an die Jake Oettinger auf der Gegenseite mit 90,1 % gehaltener Schüsse nicht heranreichte. Erwähnenswert ist zudem, dass Peter DeBoer als Cheftrainer der Stars sein sechstes Conference-Finale in den letzten neun Jahren bestritt, dabei jeweils zwei mit den San Jose Sharks, Vegas Golden Knights und Dallas Stars.
| 23. Mai 2024 19:30 Uhr (Ortszeit) | Dallas Stars Tyler Seguin (26:11) Tyler Seguin (56:37) | 2:3 n. V. (0:0, 1:2, 1:0, 0:0, 0:1) Spielbericht Stand: 0:1 | Edmonton Oilers Leon Draisaitl (20:58) Zach Hyman (24:17) Connor McDavid (80:32) | American Airlines Center, Dallas, Texas Zuschauer: 18.532 |

| 25. Mai 2024 19:00 Uhr | Dallas Stars Jamie Benn (3:39) Mason Marchment (43:41) Esa Lindell (57:57) | 3:1 (1:1, 0:0, 2:0) Spielbericht Stand: 1:1 | Edmonton Oilers Connor Brown (4:23) | American Airlines Center, Dallas, Texas Zuschauer: 18.532 |

| 27. Mai 2024 18:30 Uhr | Edmonton Oilers Zach Hyman (2:02) Connor McDavid (7:37) Adam Henrique (39:07) | 3:5 (2:0, 1:3, 0:2) Spielbericht Stand: 1:2 | Dallas Stars Jason Robertson (25:35) Jason Robertson (28:05) Wyatt Johnston (29:08) Jason Robertson (51:54) Miro Heiskanen (58:08) | Rogers Place, Edmonton, Alberta Zuschauer: 18.347 |

| 29. Mai 2024 18:30 Uhr | Edmonton Oilers Ryan McLeod (13:30) Evan Bouchard (16:17) Mattias Janmark (34:31) Leon Draisaitl (35:22) Mattias Ekholm (58:04) | 5:2 (2:2, 2:0, 1:0) Spielbericht Stand: 2:2 | Dallas Stars Wyatt Johnston (0:58) Esa Lindell (5:29) | Rogers Place, Edmonton, Alberta Zuschauer: 18.347 |

| 31. Mai 2024 19:30 Uhr | Dallas Stars Wyatt Johnston (54:09) | 1:3 (0:1, 0:2, 1:0) Spielbericht Stand: 2:3 | Edmonton Oilers Ryan Nugent-Hopkins (14:09) Ryan Nugent-Hopkins (21:06) Philip Broberg (25:09) | American Airlines Center, Dallas, Texas Zuschauer: 18.532 |

| 2. Juni 2024 18:00 Uhr | Edmonton Oilers Connor McDavid (4:17) Zach Hyman (15:42) | 2:1 (2:0, 0:0, 0:1) Spielbericht Stand: 4:2 | Dallas Stars Mason Marchment (50:42) | Rogers Place, Edmonton, Alberta Zuschauer: 18.347 |

## Stanley-Cup-Finale

### (A1) Florida Panthers – (P2) Edmonton Oilers
Im Stanley-Cup-Finale standen sich die Florida Panthers und die Edmonton Oilers gegenüber, wobei die Panthers mit einem 4:3-Erfolg ihren ersten Stanley Cup der Franchise-Geschichte gewannen. Beide Teams trafen dabei zum ersten Mal in den Playoffs aufeinander, wobei es für die Panthers die zweite Finalteilnahme in Folge sowie die dritte insgesamt war. Die Oilers hingegen bestritten ihr achtes Endspiel sowie das erste seit 2006, bei bereits fünf errungenen Stanley-Cup-Siegen. Die Niederlage Edmontons stellte ferner das siebte Mal in Folge dar, dass ein kanadisches Team im Finale unterlegen war, während der letzte Sieg mittlerweile bereits 31 Jahre zurückliegt (Montréal, 1993). Mit einer Distanz von knapp 4.100 Kilometern zwischen den beiden Spielorten handelte es sich zudem um die größte Entfernung zwischen zwei Kontrahenten in der Finalgeschichte. Außerdem markierte es das fünfte Endspiel in Folge mit einem Finalteilnehmer aus dem Bundesstaat Florida.
Während der Serie gelang es erstmals seit den Detroit Red Wings in den Playoffs 1945 und zum dritten Mal insgesamt einer Mannschaft, einen zwischenzeitlichen 0:3-Rückstand in der Finalserie aufzuholen und ein siebtes Spiel zu erzwingen. Der erfolgreiche „Reverse Sweep“, der den Oilers nicht glückte, gelang lediglich einmal den Toronto Maple Leafs im Jahre 1942.
Die Conn Smythe Trophy als MVP der Playoffs erhielt mit einem nahezu einstimmigen Ergebnis der Kapitän der Oilers, Connor McDavid. Damit wurde erst zum sechsten Mal in der Playoff-Historie ein Akteur des im Endspiel unterlegenen Teams geehrt, zuletzt Jean-Sébastien Giguère im Jahre 2003 und überhaupt neben McDavid erst ein weiterer Feldspieler (Reggie Leach, 1976). McDavid führte dabei die Scorerliste mit 42 Punkten an, dem höchsten Wert seit Mario Lemieux in den Playoffs 1991 und dem vierthöchsten Wert überhaupt. Außerdem übertraf er mit 34 Torvorlagen den bisher von Wayne Gretzky (31) gehaltenen NHL-Rekord in dieser Kategorie.
| 8. Juni 2024 20.00 Uhr (Ortszeit) | Florida Panthers Carter Verhaeghe (3:59) Evan Rodrigues (22:16) Eetu Luostarinen (59:55) | 3:0 (1:0, 1:0, 1:0) Spielbericht Stand: 1:0 | Edmonton Oilers | Amerant Bank Arena, Sunrise, Florida Zuschauer: 19.543 |

| 10. Juni 2024 20.00 Uhr | Florida Panthers Niko Mikkola (29:34) Evan Rodrigues (43:11) Evan Rodrigues (52:26) Aaron Ekblad (57:32) | 4:1 (0:1, 1:0, 3:0) Spielbericht Stand: 2:0 | Edmonton Oilers Mattias Ekholm (11:17) | Amerant Bank Arena, Sunrise, Florida Zuschauer: 19.673 |

| 13. Juni 2024 18.00 Uhr | Edmonton Oilers Warren Foegele (21:49) Philip Broberg (46:02) Ryan McLeod (54:43) | 3:4 (0:1, 1:3, 2:0) Spielbericht Stand: 0:3 | Florida Panthers Sam Reinhart (19:58) Wladimir Tarassenko (29:12) Sam Bennett (33:57) Aleksander Barkov (35:31) | Rogers Place, Edmonton, Alberta Zuschauer: 18.347 |

| 15. Juni 2024 18.00 Uhr | Edmonton Oilers Mattias Janmark (3:11) Adam Henrique (7:48) Dylan Holloway (14:48) Connor McDavid (21:13) Darnell Nurse (24:59) Ryan Nugent-Hopkins (33:03) Dylan Holloway (54:11) Ryan McLeod (56:41) | 8:1 (3:1, 3:0, 2:0) Spielbericht Stand: 1:3 | Florida Panthers Wladimir Tarassenko (11:26) | Rogers Place, Edmonton, Alberta Zuschauer: 18.347 |

| 18. Juni 2024 20.00 Uhr | Florida Panthers Matthew Tkachuk (26:53) Evan Rodrigues (32:08) Oliver Ekman Larsson (44:04) | 3:5 (0:1, 2:3, 1:1) Spielbericht Stand: 3:2 | Edmonton Oilers Connor Brown (5:30) Zach Hyman (21:58) Connor McDavid (25:00) Corey Perry (31:54) Connor McDavid (59:41) | Amerant Bank Arena, Sunrise, Florida Zuschauer: 19.956 |

| 21. Juni 2024 20.00 Uhr | Edmonton Oilers Warren Foegele (7:27) Adam Henrique (20:46) Zach Hyman (38:20) Ryan McLeod (56:45) Darnell Nurse (56:57) | 5:1 (1:0, 2:0, 2:1) Spielbericht Stand: 3:3 | Florida Panthers Aleksander Barkov (41:28) | Rogers Place, Edmonton, Alberta Zuschauer: 18.347 |

| 24. Juni 2024 20.00 Uhr | Florida Panthers Carter Verhaeghe (4:27) Sam Reinhart (35:11) | 2:1 (1:1, 1:0, 0:0) Spielbericht Stand: 4:3 | Edmonton Oilers Mattias Janmark (6:44) | Amerant Bank Arena, Sunrise, Florida Zuschauer: 19.939 |

### Stanley-Cup-Sieger
Von den unten genannten 24 Spielern waren 22 durch einen Einsatz im Stanley-Cup-Finale oder dadurch, dass sie mehr als die Hälfte der Spiele der regulären Saison absolviert hatten, automatisch für die Gravur auf der Trophäe qualifiziert. Josh Mahura und Jonah Gadjovich erreichten diese „harten“ Kriterien nicht, wurden allerdings dennoch auf dem Stanley Cup verewigt. Die meisten Spieler gewannen ihren ersten Stanley Cup, nur Wladimir Tarassenko (2019; St Louis) und Carter Verhaeghe (2020; Tampa Bay) waren jeweils ein zweites Mal erfolgreich. Ferner wurde Aleksander Barkov zum ersten Finnen, der seine Mannschaft als Kapitän zum Stanley-Cup-Sieg führte.
| Stanley-Cup-Sieger Florida Panthers | Torhüter: Sergei Bobrowski, Anthony Stolarz Verteidiger: Aaron Ekblad, Oliver Ekman Larsson, Gustav Forsling, Dmitri Kulikow, Josh Mahura, Niko Mikkola, Brandon Montour Angreifer: Aleksander Barkov (C), Sam Bennett, Nick Cousins, Jonah Gadjovich, Ryan Lomberg, Steven Lorentz, Anton Lundell, Eetu Luostarinen, Kyle Okposo, Sam Reinhart, Evan Rodrigues, Kevin Stenlund, Wladimir Tarassenko, Matthew Tkachuk, Carter Verhaeghe Cheftrainer: Paul Maurice General Manager: Bill Zito |

## Beste Scorer
Abkürzungen: Sp = Spiele, T = Tore, V = Vorlagen, Pkt = Punkte, +/− = Plus/Minus, SM = Strafminuten; Fett: Bestwert
| Spieler             | Team             | Sp | T  | V  | Pkt | +/− | SM |
| ------------------- | ---------------- | -- | -- | -- | --- | --- | -- |
| Connor McDavid      | Edmonton Oilers  | 25 | 8  | 34 | 42  | +12 | 10 |
| Evan Bouchard       | Edmonton Oilers  | 25 | 6  | 26 | 32  | +14 | 22 |
| Leon Draisaitl      | Edmonton Oilers  | 25 | 10 | 21 | 31  | ±0  | 14 |
| Zach Hyman          | Edmonton Oilers  | 25 | 16 | 6  | 22  | +12 | 12 |
| Aleksander Barkov   | Florida Panthers | 24 | 8  | 14 | 22  | −1  | 8  |
| Ryan Nugent-Hopkins | Edmonton Oilers  | 25 | 7  | 15 | 22  | −2  | 8  |
| Matthew Tkachuk     | Florida Panthers | 24 | 6  | 16 | 22  | ±0  | 31 |
| Carter Verhaeghe    | Florida Panthers | 24 | 11 | 10 | 21  | −5  | 20 |
| Vincent Trocheck    | New York Rangers | 16 | 8  | 12 | 20  | +3  | 10 |
| Anton Lundell       | Florida Panthers | 24 | 3  | 14 | 17  | +8  | 12 |

## Beste Torhüter
Die kombinierte Tabelle zeigt die jeweils drei besten Torhüter in den Kategorien Gegentorschnitt und Fangquote sowie die jeweils Führenden in den Kategorien Shutouts und Siege.
Abkürzungen: Sp = Spiele, Min = Eiszeit (in Minuten), S = Siege, N = Niederlagen, OTN = Overtime-Niederlagen, GT = Gegentore, SO = Shutouts, Sv% = gehaltene Schüsse (in %), GTS = Gegentorschnitt; Fett: Saisonbestwert; Erfasst werden nur Torhüter mit mehr als 240 absolvierten Spielminuten. Sortiert nach bestem Gegentorschnitt.
| Spieler           | Team                 | Sp | Min     | S  | N | GT | SO | Sv%  | GTS  |
| ----------------- | -------------------- | -- | ------- | -- | - | -- | -- | ---- | ---- |
| Juuse Saros       | Nashville Predators  | 6  | 357:18  | 2  | 4 | 12 | 0  | 90,0 | 2,02 |
| Jeremy Swayman    | Boston Bruins        | 12 | 697:31  | 6  | 6 | 25 | 0  | 93,3 | 2,15 |
| Jake Oettinger    | Dallas Stars         | 19 | 1206:47 | 10 | 9 | 45 | 0  | 91,5 | 2,24 |
| Igor Schestjorkin | New York Rangers     | 16 | 999:51  | 10 | 6 | 39 | 0  | 92,7 | 2,34 |
| Logan Thompson    | Vegas Golden Knights | 4  | 255:00  | 2  | 2 | 10 | 0  | 92,1 | 2,35 |
| Sergei Bobrowski  | Florida Panthers     | 24 | 1419:32 | 16 | 8 | 55 | 2  | 90,6 | 2,32 |